# Arquitectures d'unitats no RAID
L'estàndard més estès per configurar diverses unitats de disc dur és el RAID (Redundant Array of Inexpensive/Independent Disks), que es presenta en una sèrie de configuracions estàndard i configuracions no estàndard. També existeixen arquitectures d'unitats que no són RAID, a les quals es fa referència amb acrònims amb una semblança dubtosa amb RAID:
- JBOD (derivat de "només un munt de discos"): va descriure diverses unitats de disc dur operades com a unitats de disc dur independents individuals.
- SPAN o BIG : un mètode per combinar l'espai lliure en diverses unitats de disc dur de "JBoD" per crear un volum allargat. Aquesta concatenació de vegades també s'anomena BIG/SPAN. Un SPAN o BIG sol ser només un volum allargat, ja que sovint conté tipus i mides no coincidents d'unitats de disc dur.
- MAID (derivat de "matriu massiva d'unitats inactives"): una arquitectura que utilitza entre centenars i milers d'unitats de disc dur per proporcionar un emmagatzematge proper de dades, dissenyada principalment per a aplicacions "Write Once, Read Occasionally" (WORO), en què augmenta la densitat d'emmagatzematge. i la disminució del cost s'intercanvien per augmentar la latència i disminuir la redundància.

Diagrama d'una configuració SPAN/BIG ("JBOD").

## JBOD
JBOD (abreujat de "Just a Bunch Of Disks "/" Just a Bunch Of Drives") és una arquitectura que utilitza diversos discs durs exposats com a dispositius individuals. Els discs durs es poden tractar de manera independent o es poden combinar en un o més volums lògics mitjançant un gestor de volums com LVM o mdadm, o un sistema de fitxers que abasta el dispositiu com btrfs; aquests volums s'anomenen generalment "amples" o "lineal | SPAN | BIG". Un volum allargat no proporciona redundància, de manera que la fallada d'un sol disc dur equival a una fallada de tot el volum lògic. La redundància per a la resiliència i/o la millora de l'ample de banda es pot proporcionar, al programari, a un nivell superior.

## Concatenació (SPAN, BIG)
La concatenació o l'abast de les unitats no és un dels nivells de RAID numerats, però és un mètode popular per combinar diverses unitats de disc físic en un sol disc lògic. No proporciona redundància de dades. Les unitats estan simplement concatenades, d'extrem a principi, de manera que semblen ser un sol disc gran. Es pot anomenar SPAN o BIG (que vol dir només les paraules "span" o "gran", no com a acrònims).
Al diagrama adjacent, les dades es concatenen des del final del disc 0 (bloc A63) fins al començament del disc 1 (bloc A64); final del disc 1 (bloc A91) fins al començament del disc 2 (bloc A92). Si s'utilitzi RAID 0, el disc 0 i el disc 2 es truncarien a 28 blocs, la mida del disc més petit de la matriu (disc 1) per a una mida total de 84 blocs.
El que fa que un SPAN o BIG sigui diferent de les configuracions RAID és la possibilitat de seleccionar les unitats. Tot i que el RAID sol requerir que totes les unitats tinguin una capacitat similar i es prefereix que s'utilitzin models d'unitats iguals o similars per raons de rendiment, un volum allargat no té aquests requisits.

## MAID
MAID (abreujat de " matriu massiva de unitats inactivas ") és una arquitectura que utilitza centenars o milers de discs durs per proporcionar un emmagatzematge proper de dades. MAID està dissenyat per a aplicacions "Escriure una vegada, llegir de tant en tant" (WORO).
En comparació amb la tecnologia RAID, MAID ha augmentat la densitat d'emmagatzematge i ha disminuït el cost, l'energia elèctrica i els requisits de refrigeració. No obstant això, aquests avantatges són a costa d'una latència molt més gran, un rendiment significativament menor i una redundància menor. Les unitats dissenyades per a múltiples cicles de pujada i baixada (per exemple, unitats de portàtils) són significativament més cares. La latència pot arribar a ser de desenes de segons. MAID pot complementar o substituir les biblioteques de cintes en la gestió jeràrquica d'emmagatzematge.